# La Crypte (Lefranc)
Pour les articles homonymes, voir La Crypte.
La Crypte est le neuvième tome de la série Lefranc écrit par Jacques Martin et dessiné par Gilles Chaillet, édité en 1984 par Casterman.

## Résumé

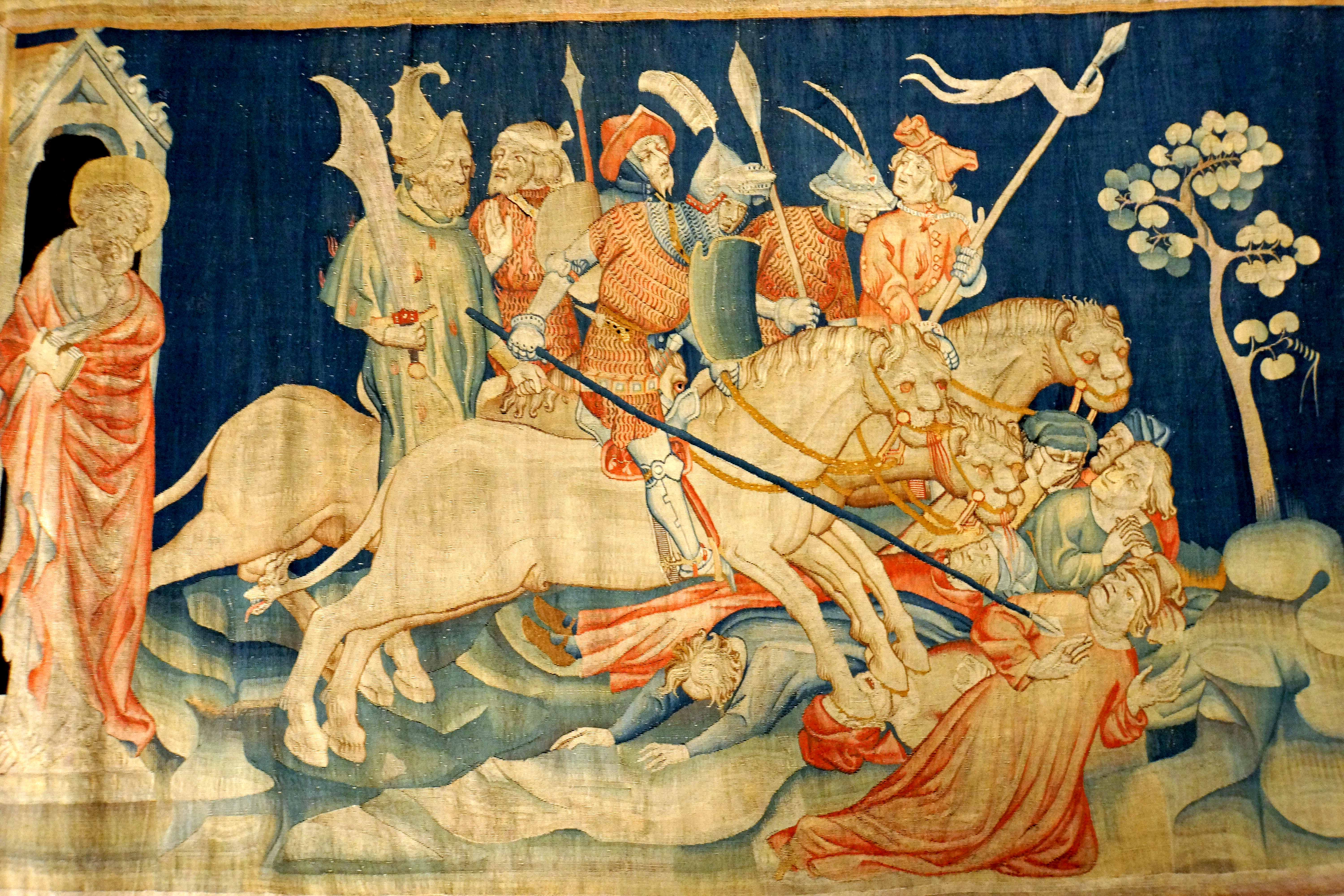
La tenture de l'Apocalypse d'Angers a inspiré la couverture de l'album.

Lefranc arrive, incognito, dans la principauté de San Larco. Mis au courant par la charmante Julia Manfredi d'un complot visant à cacher l'existence d'une ancienne crypte gothique qui risquerait de gêner les investissements du milliardaire Arnold Fischer, le journaliste apprend que de nombreuses morts inexpliquées se sont produites, dont celle de l'ingénieur-en-chef, le propre père de Julia, ainsi que de deux femmes qui refusaient de vendre leurs terrains. 
Lefranc découvre que le président et le chef des syndicats sont impliqués dans une vaste affaire de corruption. Après une tentative d'attentat contre Lefranc qui coûtera la vie au commissaire Renard, venu à sa rescousse, ainsi qu'à plusieurs journalistes, Axel Borg, le vieil ennemi de Lefranc, retournera sa veste pour s'allier à ce dernier, dénonçant Fischer et ses magouilles. Fischer fera assassiner le président ainsi que les autres instigateurs du complot pour mettre en place son homme de main, le Colonel Racalli, chef de la garde de San Larco. 
Lefranc et Borg réussiront grâce à l'appui des habitants à reprendre en mains la petite principauté. Fischer parviendra néanmoins à prendre la fuite au dernier moment.

## Personnages
- Guy Lefranc
- Axel Borg
- Commissaire Renard
- Julia Manfredi, la fille d'un ingénieur du chantier assassiné.
- Arnold Fischer, l'ignoble financier de L'Ouragan de feu, est de retour.
- Francis Jugnard
- Frère Anselmo
- Le président du San Larco
- Grazzi

## Genèse

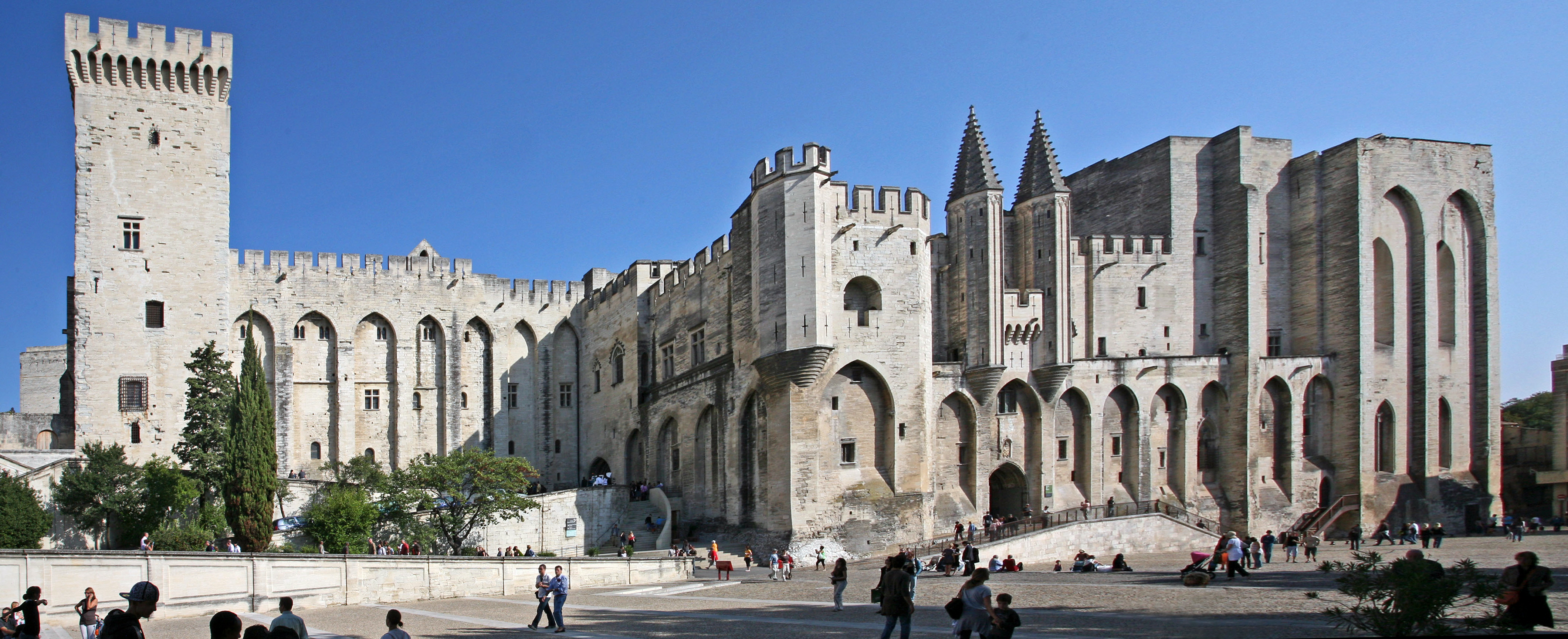
Le Palais des papes d'Avignon en 2008.

L'idée vient d'un séjour à Avignon en 1978 où Jacques Martin était surpris « par un immense parking situé juste sous le Palais des Papes, » raconte-il, « l'on m'a expliqué à mots couverts que les cryptes romanes avaient dû être détruites pour céder la place à cette aire bétonnée. Il y avait certainement des intérêts considérables en jeu, car l'affaire a été étouffée et la presse, semble-t-il, n'en a jamais parlé. Des cas analogues ont dû se présenter un peu partout, car le monde est peuplé d'iconoclastes. Combien de fermiers n'ont pas remplacé une splendide toiture du XVIIe siècle par de la tôle ondulée ? »
Ainsi naît le récit qui aura pour simple titre La Crypte qui, à l'origine, devait être un diptyque. L'auteur a dû raccourcir certaines histoires : Guy Lefranc et Julia sauvés de l'éboulement de la crypte sans qu'il soit expliqué comment : Gilles Chaillet ayant fâcheusement supprimé une partie de l'explication reportée dans les dialogues suivants.
Jacques Martin était persuadé que les pires ennemis pouvaient bien s'entendre par nécessité, comme l'avaient fait Hitler et Staline, et l'histoire montre Guy Lefranc et Axel Borg alliés de circonstance .

### Lieu
L'action se situe dans la République de San Larco, ville fictive tenant de Monaco, d'Andorre, de Saint-Marin et de la Corse. D'après cet album, c'est un vieux comté devenu duché grâce aux Médicis.